# Gembrook
Gembrook – miasto w Australii, w stanie Wiktoria.